# Polyura magniplagus
Polyura magniplagus är en fjärilsart som beskrevs av Hans Fruhstorfer 1914. Polyura magniplagus ingår i släktet Polyura och familjen praktfjärilar. Inga underarter finns listade i Catalogue of Life.